# Brysma atra
Brysma atra is een hooiwagen uit de familie Trionyxellidae. De wetenschappelijke naam van Brysma atra gaat terug op Roewer.